# شمشیربازی در المپیک تابستانی ۱۹۸۸ – سابر تیمی مردان
شمشیربازی در بازی‌های المپیک تابستانی ۱۹۸۸ – سابر تیمی مردان (انگلیسی: Fencing at the 1988 Summer Olympics – Men's team sabre) یکی از هشت رویداد شمشیربازی در المپیک تابستانی ۱۹۸۸ بود. این رویداد هجدهمین دور مسابقات بود که از ۲۸ سپتامبر تا ۲۹ سپتامبر ۱۹۸۸ برگزار شد. در این رقابت‌ها ۵۳ نفر از ۱۱ کشور به مسابقه برداختند.